# Индианский университет в Блумингтоне
Индианский университет в Блумингтоне (англ. Indiana University Bloomington) — общественный исследовательский университет США, ведущий кампус Индианского университета, расположенный в Блумингтоне, штат Индиана. С 1909 года университет является членом Ассоциации американских университетов.
В 2010 году Индианский университет в Блумингтоне занял 75-ю позицию в рейтинге «Национальные университеты» издания U.S. News & World Report, а также 90-ю позицию в Академическом рейтинге университетов мира.

## Демография
По состоянию на осень 2010 год, среди более 42000 студентов (undergraduate students) и аспирантов (graduate students) университета имелось 4826 иностранных студентов. Среди студентов — граждан или постоянных жителей США имелось 1851 афроамериканец, 1718 лиц азиатского происхождения, 1416 лиц латиноамериканского происхождения, 97 коренных американцев, и 26 представителей коренных народностей тихоокеанских островов (гавайцы, самоанцы и пр.). 604 студента указали «смешанную» расовую принадлежность. Бо́льшая часть студентов — 68 %, из Индианы, однако среди студентов есть представители 49 штатов США и 137 иностранных государств.

## История

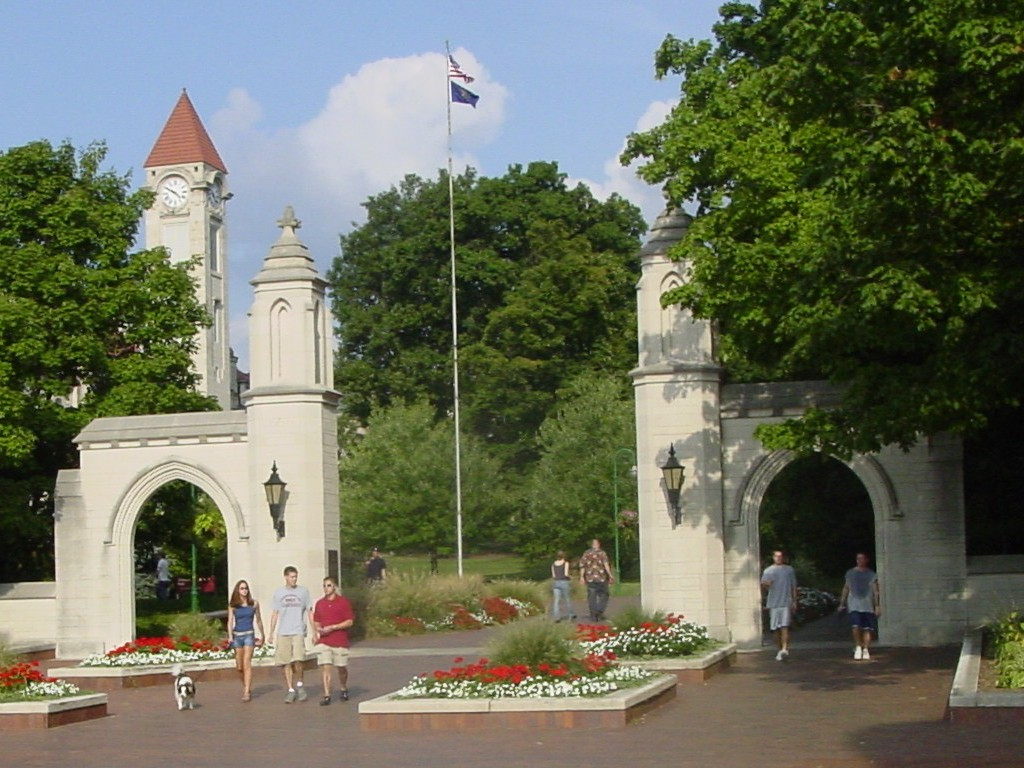
Сампл Гейтс — вход в историческую часть кампуса, построенную в период с 1884 по 1908 год

В 1820 году правительство Индианы основало учебное заведение, известное тогда как «семинария штата» и располагавшееся у пересечения Секонд-стрит и Колледж-авеню. Конституция штата Индиана 1816 года требовала от Генеральной ассамблеи штата создать общую систему образования, начиная от средних школ и заканчивая университетами, где обучение должно быть бесплатным и в равной степени открытым для всех. Строительство первых зданий нового университета началось в 1822 году, а в 1824-м начались занятия.
Первым президентом университета стал Эндрю Уайли, в 1829 году, тогда же Генеральная ассамблея изменила название школы на «Индианский колледж». Современное название университет получил в 1838 году. Смерть президента Уайли в 1851 году ознаменовала собой окончание первого периода развития университета. Следующие перемены пришли лишь в 1885 году, когда его президентом стал биолог Дэвид Старр Джордан.
В 1867 году Сара Моррисон была первой женщиной, ставшей студенткой университета, а в 1873 году она стала и первым профессором-женщиной.
В 1883 году университет присудил свою первую докторскую степень, а также провёл первый межвузовский спортивный матч (по бейсболу). Однако в этот год кампус университета, располагавшийся на первоначальном месте в центре города Блумингтон сгорел дотла. Вместо того, чтобы восстанавливать здания, как это случалось после некоторых других происшествий, было принято решение о строительстве нового кампуса на востоке города, происходившее с 1884 по 1908 год.
Первое отделение университета за пределами Блумингтона было открыто в 1916 году, в Индианаполисе. В 1920 году открылись школа музыки и бизнес-школа. В 1940-х годах появились отделения университета в Кокомо и Форт-Уэйне. В 1947 году открылся Институт имени Кинси, проводящий исследования в области сексуальных отношений, вызвавший множество споров.

## Структура

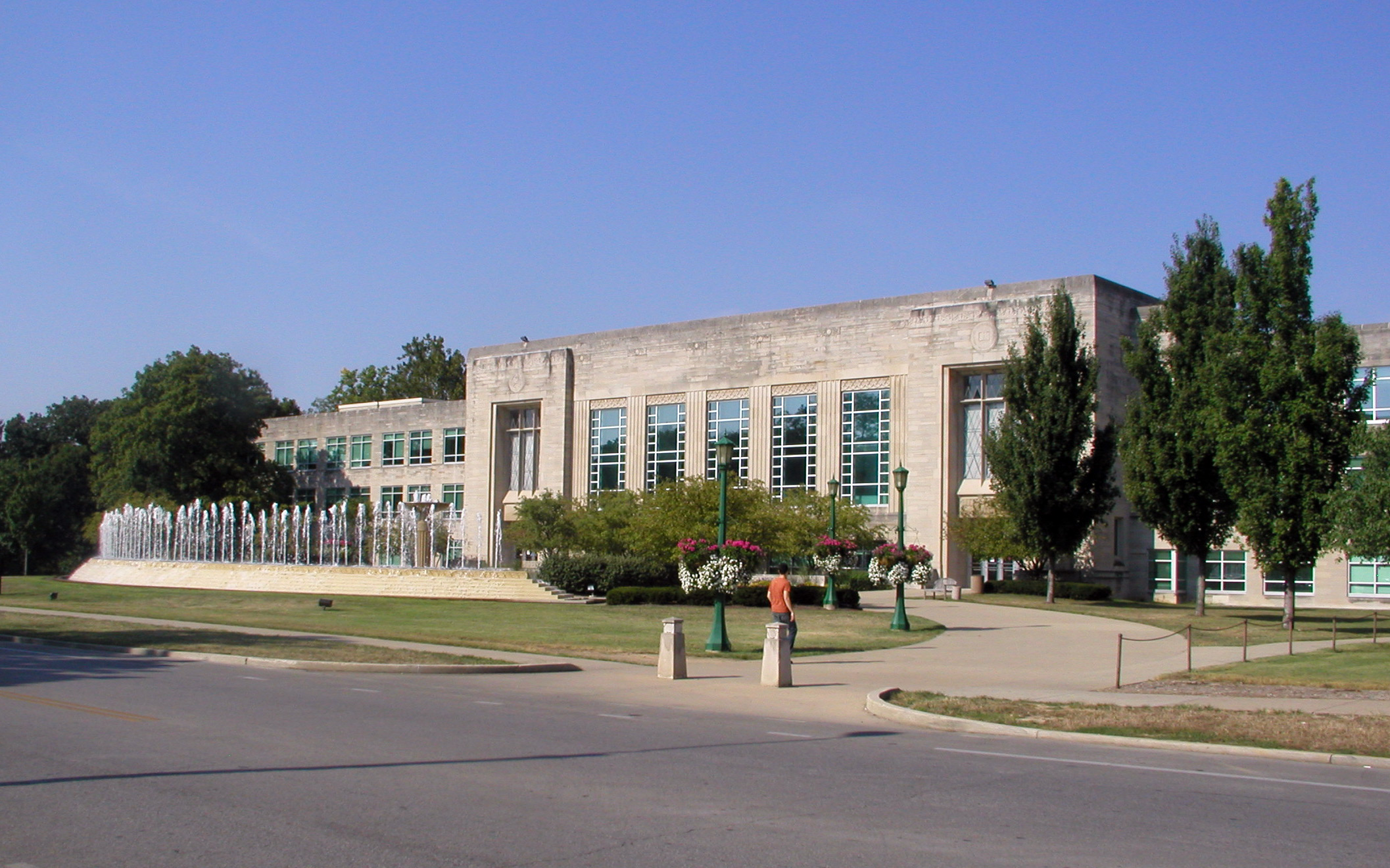
Музыкальная школа Джейкобса. Основана в 1921 году, сегодня здесь учится порядка 1600 студентов, что ставит её по этому показателю на второе место в списке Национальной ассоциации музыкальных школ

В состав Индианского университета в Блумингтоне входят 14 колледжей и школ:
- Колледж искусств и наук
- Музыкальная школа Джейкобса
- Бизнес-школа Келли
- Юридическая школа Майера
- Педагогическая школа
- Школа здоровья, физического образования и отдыха
- Школа информатики и компьютерных наук
- Журналистская школа
- Школа библиотечного дела и информационных наук
- Школа сестринского дела
- Школа оптометрии
- Школа общественных и экологических проблем
- Школа социальной работы
- Высшая университетская школа

## Кампус
Площадь кампуса Индианского университета в Блумингтоне составляет 7,8 км². На его территории расположено множество зданий, представляющих историческую ценность. Кампус обильно озеленён, через него протекает так называемая «Река Джордана», получившая имя в честь Дэвида Старра Джордана — дарвиниста, ихтиолога и президента Индианского университета в Блумингтоне, а затем и Стэнфорда.

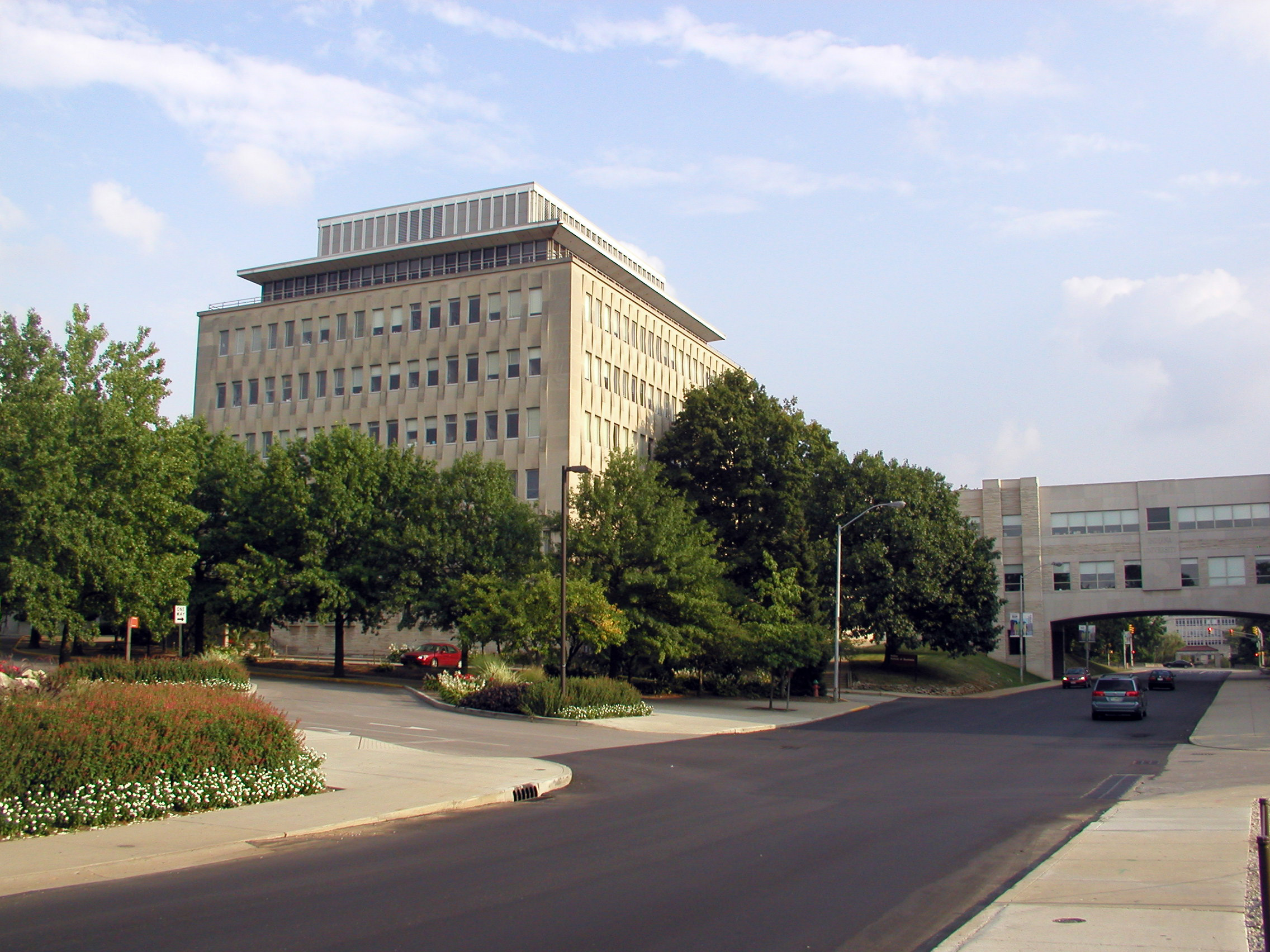
Школа бизнеса им. Келли
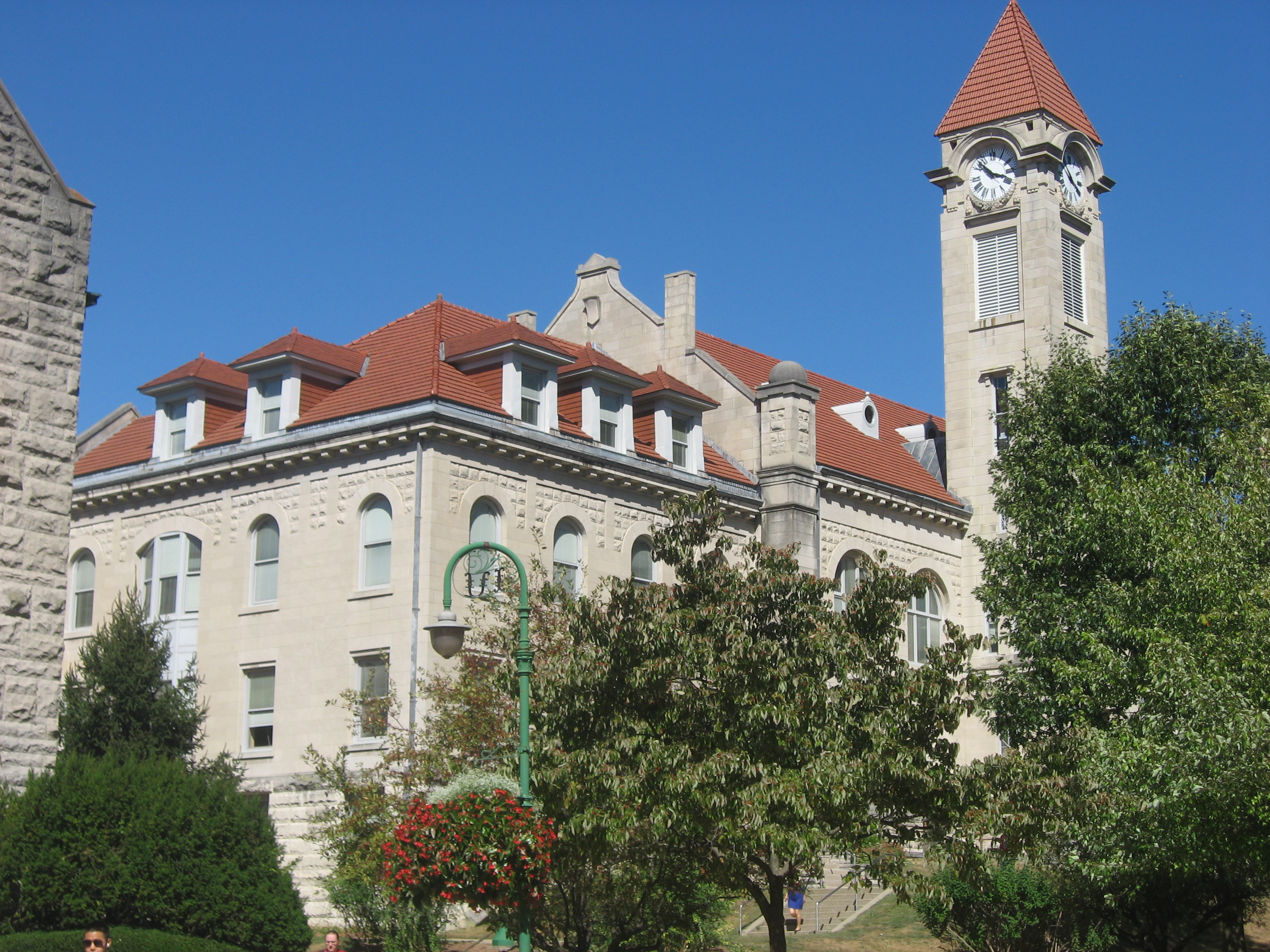
Student Building (факультеты географии, антропологии)
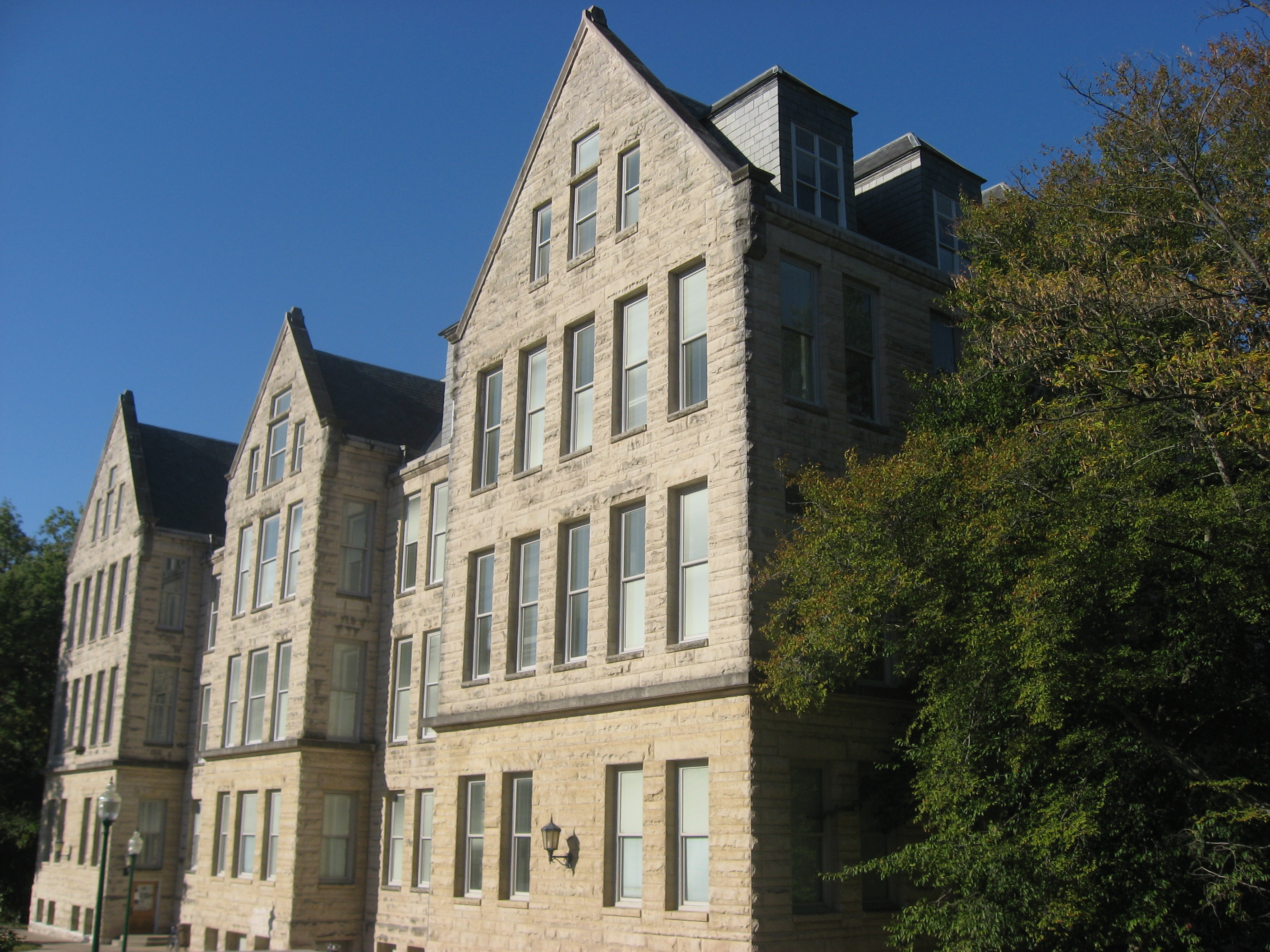
Lindley Hall (факультет компьютерных наук)
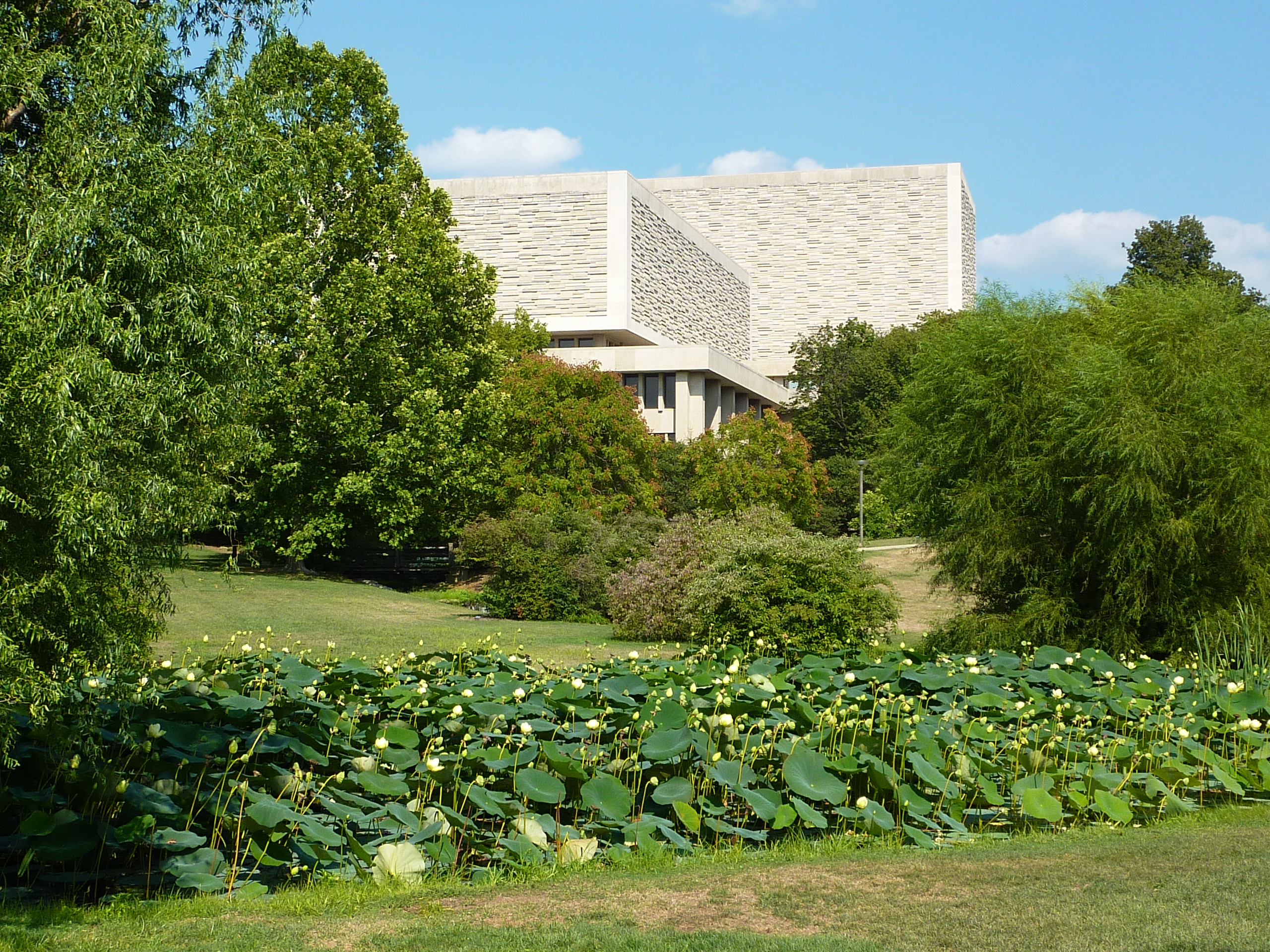
Библиотека им. Германа Б. Уэллса, главная библиотека университета
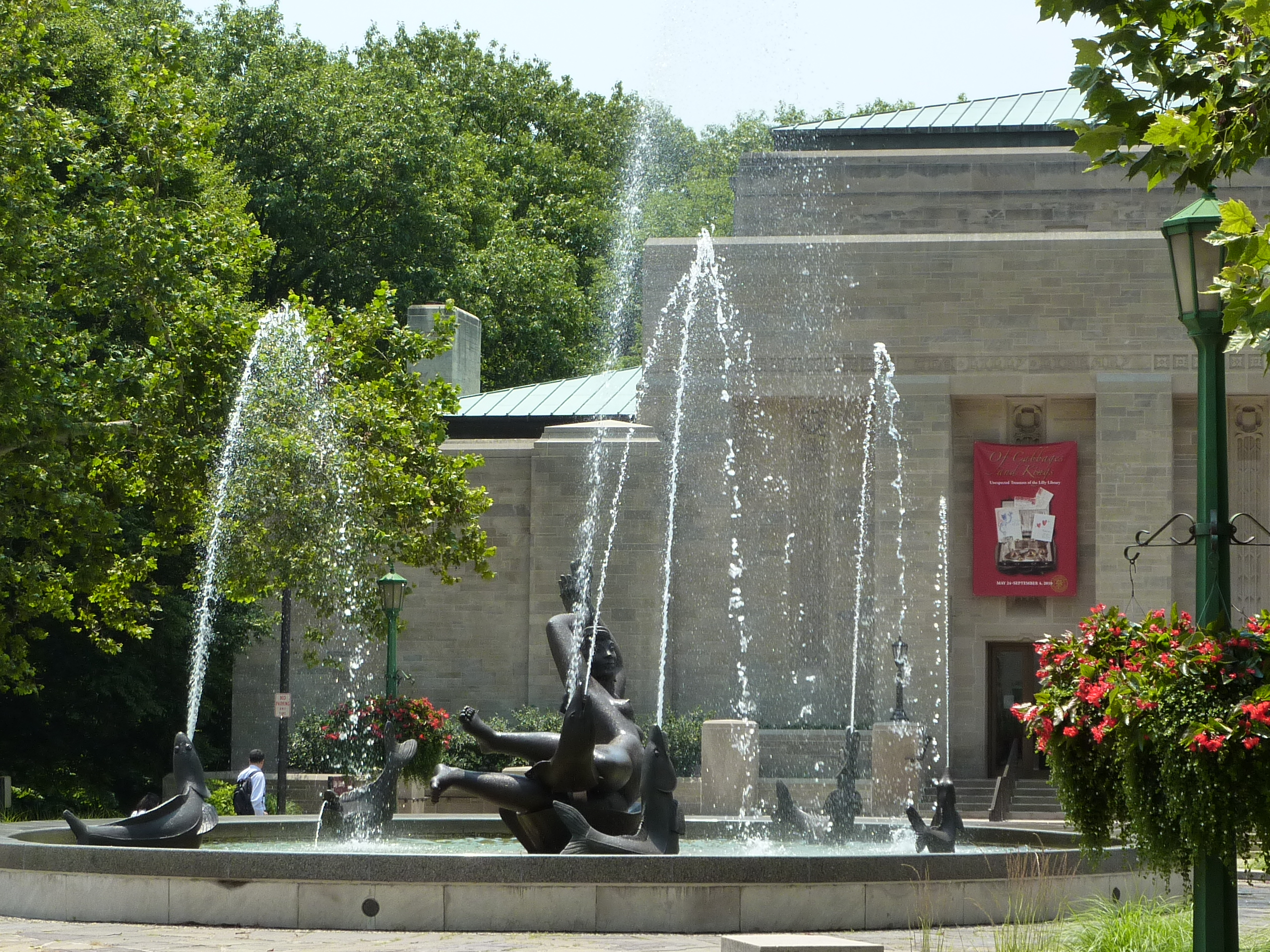
Библиотека редких книг им. Лилли (Lilly Library) и фонтан «Рождение Венеры»
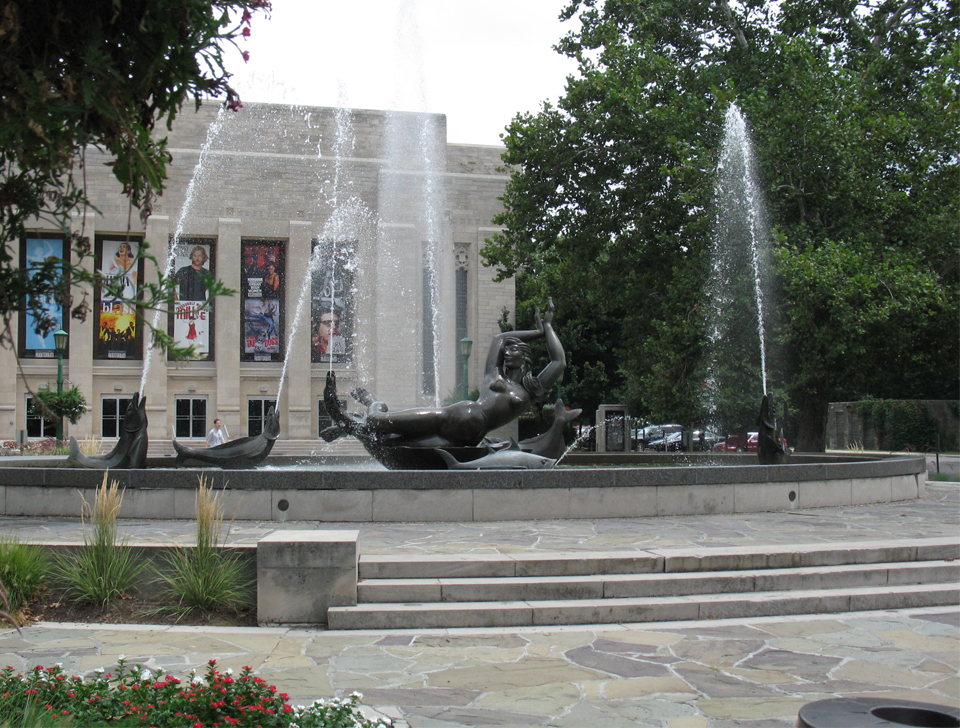
Аудиториум (концертный зал) и тот же фонтан
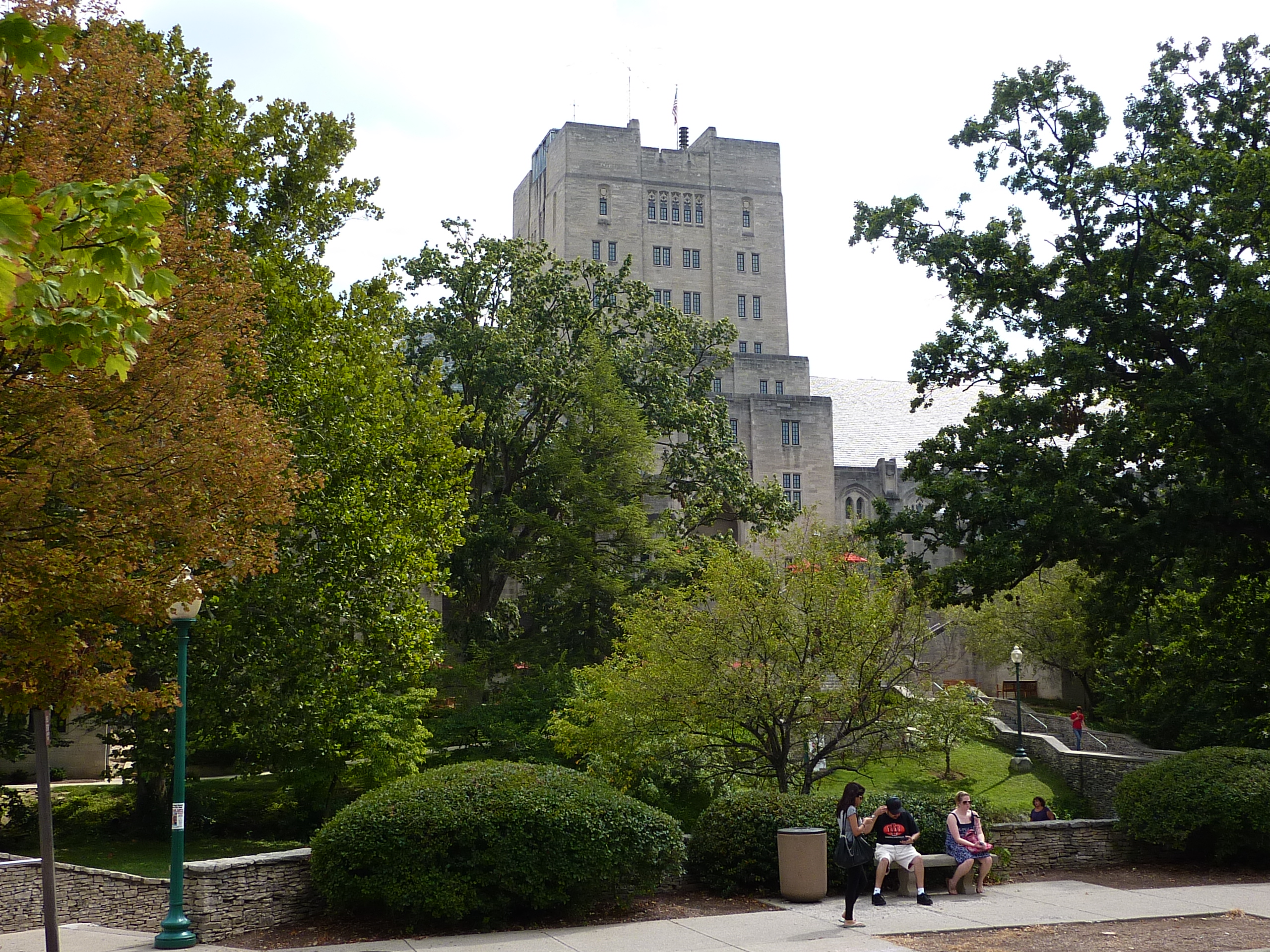
Indiana Memorial Union (дворец культуры)
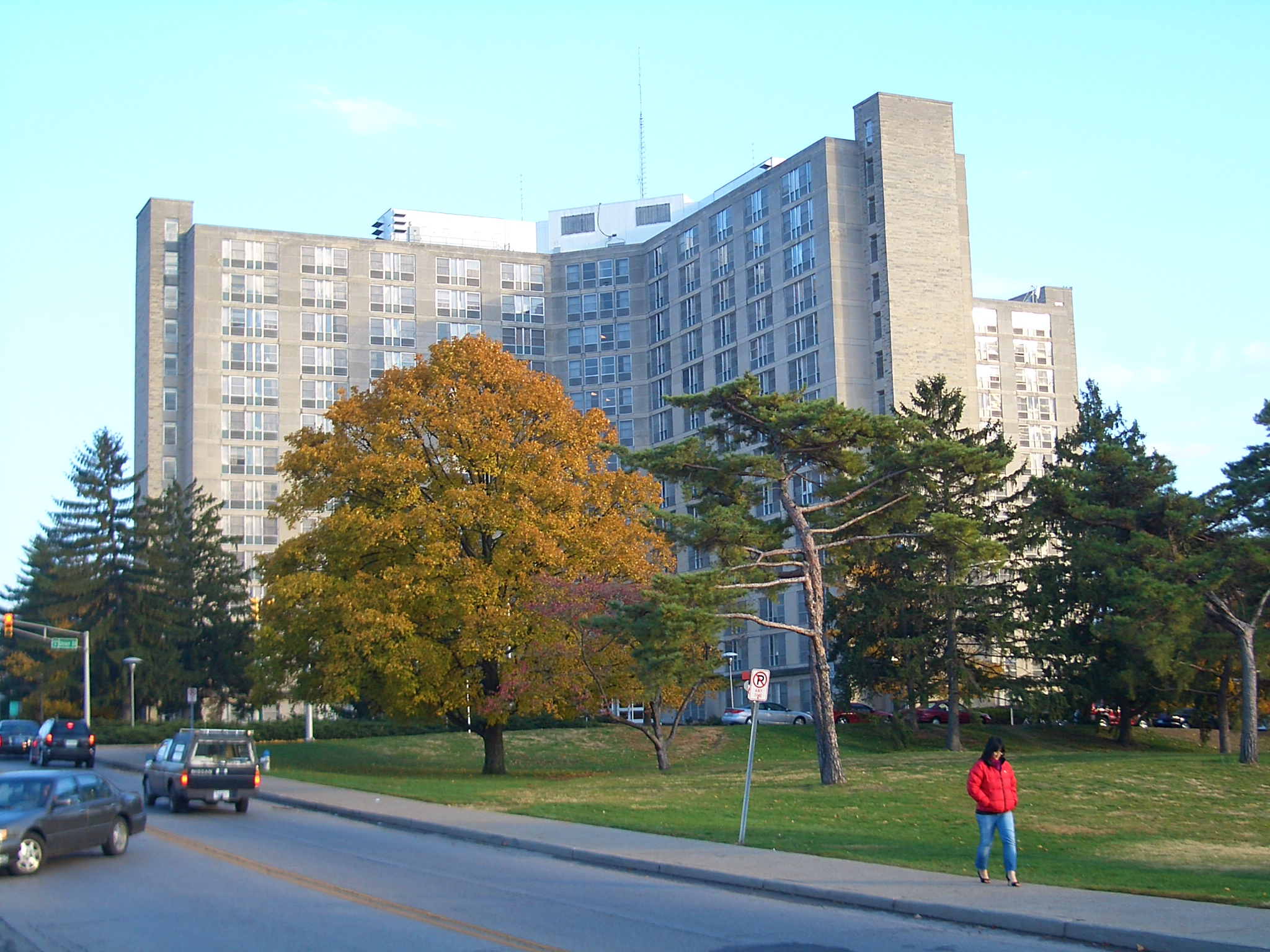
Общежитие им. Карла Айгенманна